# Burckhard Hackländer
Burckhard Hackländer (17 de dezembro de 1914 - 20 de janeiro de 2001) foi um comandante de U-boots alemão que serviu na Kriegsmarine durante a Segunda Guerra Mundial. Foi condecorado com a Cruz de Cavaleiro da Cruz de Ferro.

## Carreira

### Patentes
| Offiziersanwärter    | 1 de abril de 1933    |
| Fähnrich zur See     | 1 de julho de 1934    |
| Oberfähnrich zur See | 1 de abril de 1936    |
| Leutnant zur See     | 1 de outubro de 1936  |
| Oberleutnant zur See | 1 de junho de 1938    |
| Kapitänleutnant      | 1 de novembro de 1940 |

### Patrulhas
|       | U-Boot | Partida                 | Partida     | Chegada                | Chegada     | Dias     | Toneladas |
| ----- | ------ | ----------------------- | ----------- | ---------------------- | ----------- | -------- | --------- |
|       | U-454  | 1 de dezembro de 1941   | Kiel        | 12 de dezembro de 1941 | Kirkenes    | 12 dias  |           |
| 1     | U-454  | 25 de dezembro de 1941  | Kirkenes    | 20 de janeiro de 1942  | Kirkenes    | 27 dias  | 7,822     |
| 2     | U-454  | 27 de janeiro de 1942   | Kirkenes    | 3 de fevereiro de 1942 | Trondheim   | 8 dias   |           |
| 3     | U-454  | 24 de fevereiro de 1942 | Trondheim   | 15 de março de 1942    | Kirkenes    | 20 dias  |           |
| 4     | U-454  | 24 de março de 1942     | Kirkenes    | 2 de abril de 1942     | Kirkenes    | 10 dias  |           |
| 5     | U-454  | 8 de abril de 1942      | Kirkenes    | 20 de abril de 1942    | Kirkenes    | 13 dias  |           |
|       | U-454  | 23 de abril de 1942     | Kirkenes    | 29 de abril de 1942    | Bergen      | 7 dias   |           |
|       | U-454  | 30 de abril de 1942     | Bergen      | 3 de maio de 1942      | Kiel        | 4 dias   |           |
| 6     | U-454  | 4 de julho de 1942      | Kiel        | 17 de agosto de 1942   | St. Nazaire | 45 dias  |           |
|       | U-454  | 15 de setembro de 1942  | St. Nazaire | 16 de setembro de 1942 | St. Nazaire | 2 dias   |           |
| 7     | U-454  | 26 de setembro de 1942  | St. Nazaire | 7 de dezembro de 1942  | St. Nazaire | 73 dias  |           |
| 8     | U-454  | 18 de janeiro de 1943   | St. Nazaire | 8 de março de 1943     | St. Nazaire | 50 dias  |           |
| 9     | U-454  | 17 de abril de 1943     | St. Nazaire | 23 de maio de 1943     | La Pallice  | 37 dias  |           |
| 10    | U-454  | 26 de julho de 1943     | La Pallice  | 1 de agosto de 1943    | Afundado    | 7 dias   |           |
| Total | Total  | Total                   | Total       | Total                  | Total       | 290 dias | 7 822 t   |

### Navios afundados
- 1 navio afundado num total de 557 GRT
- 1 navio de guerra afundado num total de 1 870 toneladas
- 1 navio danificado num total de 5 395 GRT

| Data                  | U-Boot | Nome da Embarcação     | Toneladas | Nacionalidade   | Comboio |
| --------------------- | ------ | ---------------------- | --------- | --------------- | ------- |
| 17 de janeiro de 1942 | U-454  | Harmatris (danificado) | 5 395     | Reino Unido     | PQ-8    |
| 17 de janeiro de 1942 | U-454  | HMS Matabele (G 26)    | 1 870     | Reino Unido     | PQ-8    |
| 17 de janeiro de 1942 | U-454  | RT-68 Enisej           | 557       | União Soviética |         |
| Total                 | Total  | Total                  | 7 822     |                 |         |